# Carlos José de Habsburgo
Carlos José de Habsburgo, archiduque de Austria (Viena, 7 de agosto de 1649 - Linz, 27 de enero de 1664) fue el único hijo del emperador Fernando III de Habsburgo y su segunda esposa, María Leopoldina de Habsburgo, quien murió durante el parto.
El 23 de febrero de 1663, poco antes de cumplir 13 años, fue nombrado Arzobispo de Olomouc, Obispo de Passau y Príncipe-Obispo de Breslavia, sucediendo a su tío Leopoldo Guillermo de Habsburgo, de quien heredó también su patrimonio, su estupenda colección de obras de arte y su título como Gran Maestre de la Orden Teutónica. Su elección como obispo fue confirmada por el papa Alejandro VII el 23 de abril de ese mismo año. Como coauditor se puso a su lado al archidiácono Sebastian von Rostock.
Sin embargo, tales encargos nunca fueron ejercidos de forma activa por Carlos José, ya que debido a su juventud no podía recibir las órdenes sacerdotales, además de morir con apenas 14 años. Su cuerpo se encuentra sepultado, junto al de sus progenitores y otros miembros de la casa de Habsburgo en la Cripta Imperial de Viena.
- Datos: Q647419
- Multimedia: Archduke Charles Joseph of Austria / Q647419